# South Park: Bigger, Longer & Uncut
South Park: Bigger, Longer & Uncut es una película de animación satírica, bélica y musical de 1999 basada en la serie de televisión animada South Park, creada por Matt Stone y Trey Parker. La película fue dirigida por Trey Parker y parodia a las películas de animación de Disney como La Bella y la Bestia y La Sirenita así como el musical Los Miserables, y satiriza la controversia en torno a la exposición en sí. Cuenta con doce canciones de Marc Shaiman, Parker y con letras adicionales de Stone. La canción Blame Canada fue nominada para un Óscar de la Academia y la canción Uncle Fucka ganó un MTV Movie Award a la mejor interpretación musical.
También fue un éxito de taquilla, tuvo un presupuesto de 21 millones de dólares y recaudó más de 83 millones en todo el mundo.
Fue producida por Paramount Pictures en asociación con Comedy Central y Warner Bros. y clasificada R por «lenguaje fuerte generalizado, humor sexual crudo y algunas imágenes violentas» por la Asociación Cinematográfica de Estados Unidos.
Originalmente la película iba a estar titulada como South Park: All Hell Breaks Loose (traducido al español como: «Todo el infierno se desata») pero la Motion Picture Association rechazó el título debido a que la palabra infierno no era adecuada en ese entonces.[cita requerida]

## Argumento
Es un domingo pacífico en el pueblo montañés, South Park, introduciéndolo con una canción llamada Mountain Town ("Pueblo Montañés") protagonizada al principio por Stan Marsh (Trey Parker), luego por el resto de sus amigos Kenny McCormick (Matt Stone), Kyle Broflovski (Matt Stone) y Eric Cartman (Trey Parker) y algunos otros habitantes del pueblo. Stan le pide a la madre permiso para ir a ver una película canadiense recién estrenada (La película de Terrance and Phillip: Asses of Fire, o Traseros de Fuego, de Terrance y Phillip). Kenny decide no ir a la iglesia, luego de que la madre le advierte que cuando muera, irá al infierno. Después llegan a casa de Kyle, en donde, este es obligado a llevar a su hermano adoptivo Ike y finalmente los tres niños llegan con Cartman, quién acepta luego de ver que se trata de una película de Terrance y Phillip
Llegan a la taquilla pero les dicen que no pueden entrar pues es para mayores de edad por mal lenguaje (clasificación R). Stan y compañía le pagan a un desamparado para que éste les compre las entradas. Cuando empieza la película, los chicos se quedan anonadados por la inmensa cantidad de insultos nuevos y sumamente grotescos utilizados por los protagonistas (que incluyen chistes vulgares con la zoofilia, incesto, sexo oral, sodomía, etc), utilizados también en una muy pegajosa canción que incita a los chicos a decir malas palabras de manera desmesurada y desinteresada, llamada Shut Your Fucking Face, Uncle Fucker ("Cierra la boca, hijo de perra" en el doblaje de TV abierta de Hispanoamérica, "Jódete la paz, tío cojones" en el doblaje de TV cable de Hispanoamérica y en España "Eres un cabrón, hijo de puta"). Esto no tarda en notarse, pero el hilo se rompe cuando Cartman insulta gravemente al Sr. Garrison (Trey Parker), su maestro. Los cuatro chicos son citados con el Sr. Mackey (Trey Parker), para que sus padres se enteren de lo que ha sucedido, siendo advertidos por sus padres de no volver a ver la película. Aparte de ello, Stan se encuentra enamorado de Wendy (Mary Kay Bergman), pero ésta se encuentra con otro chico, Gregory (Trey Parker), el Chef (Isaac Hayes) le da por error el consejo a Stan de que para conquistarla debe hallar el clítoris, Stan cree literalmente que es un personaje sabio que le diría que debe hacer para que Wendy guste de él.
La discordia por la película comienza con una discusión entre Sheila Broflovski (Mary Kay Bergman) (La madre de Kyle) y el ministro de películas canadiense acerca de la censura hacia la película en cuestión y de como está mal educando a los niños, volviéndolo cada vez más agresivos y vulgares. Mientras tanto, el Sr. Mackey cita a todos los alumnos que vieron la película Traseros de Fuego para cantarles una canción sobre las malas palabras y las adicciones (It's Easy M'kay, ("Es fácil, ¿Okey?").
Al parecer no entienden el mensaje o no les importa, y deciden ver de nuevo Traseros de Fuego, pero esta vez las cosas empeoran cuando Kenny muere imitando un truco visto en la película (Kenny se incinera por completo al tirarse un pedo y prenderle fuego, así lo intentan intervenir quirúrgicamente para salvarlo pero es en vano al ver que su corazón fue reemplazado por una patata misma que le dio 5 segundos de vida). Ya fenecido, Kenny está a punto de entrar al cielo, pero como éste faltó a misa para ir a ver la película Traseros de Fuego y se la pasaba diciendo malas palabras, descendió directamente al infierno, donde aparecen Adolf Hitler y Mahatma Gandhi, con una metalera canción de fondo (Hell Isn't Good, "El Infierno no es bueno" interpretada por la banda Metallica). Después de ver a Kenny morir y de que sus padres se enterarán, Stan y Kyle son castigados 2 semanas, mientras que Cartman 3, por nuevamente ver la película y las consecuencias de intentar las maniobras de la misma.
Los miembros de la PTA de South Park (O Junta de Padres de South Park), están debatiendo sobre la película, todo desemboca en culpar a Canadá sobre el asunto, cantando Blame Canada ("Culpen a Canadá", cuya canción logró que la película estuviese nominada al Óscar) formando una nueva organización llamada MAC, Mothers Against Canada (Madres contra Canadá).
Terrance y Phillip son invitados al programa de Conan O'Brien (Brent Spiner), pero resultó ser una emboscada para atraparlos y encarcelarlos. Esto genera un debate en la ONU, los estadounidenses se rehúsan a liberar a Terrance y Phillip (aunque gran parte de la economía canadiense depende de ellos). La fuerza armada canadiense responde a esto, bombardeando a Los Baldwin (Dave Foley), por ende aniquilándolos por completo. Es por ello que EE. UU. le declara oficialmente la guerra a Canadá y Terrance y Phillip serán ejecutados. 
Kenny está en el infierno, se encuentra con Satán (Trey Parker) y se da cuenta de que su amante es Saddam Hussein (Matt Stone). Este no piensa en otra cosa que en sexo, mientras que Satán intenta tener una relación más afectiva. 
Mientras tanto las madres y miembros de la MAC no hacen otra cosa que incentivar la guerra, los hombres son reclutados para la batalla, y los niños son los únicos que intentan buscar una solución aparte que defienda la libre expresión y luche contra la censura (con la verdadera intención de salvar a Terrance y Phillip de su ejecución). Cartman culpa enteramente a la madre de Kyle por empezar el club MAC, por lo que canta con el resto de los chicos Kyle's Mom's a bitch ("La mamá de Kyle es una puta", en España y "La madre de Kyle es una zorra", en Latinoamérica) para expresar su odio hacia ella (incluyendo una parte de la canción cantada en chino, francés, neerlandés y en un idioma nativo de África). Sin embargo, la madre de Kyle lo termina escuchando cantar y decide junto a MAC; a crear el V-Chip (Gobernador en Hispanoamérica), que consiste en proporcionar una descarga eléctrica a aquel que lo lleve puesto cuando diga una mala palabra (Cartman es el paciente experimental para este chip).
Con el tiempo, el fantasma de Kenny se aparece ante Cartman para advertirle que Terrance y Phillip no deben morir, ya que si ellos mueren asesinados y su sangre toca el suelo, Satanás y Sadam Hussein abandonarán el infierno para hacerse amos del mundo. Tras eso Stan, Kyle y Cartman deciden formar una asociación secreta llamada La Resistance (La Resistencia en francés, parodiando a las fuertes organizaciones que se resistían a la invasión por parte de Alemania durante la Segunda Guerra Mundial).
Durante la primera reunión Gregory realiza un plan para rescatar a Terrance y Phillip. Tras cantar una canción que viene a ser una mezcla de Uncle Fucker, Blame Canada, I Keep in my prison (canción de Satanás, en la cual pide libertad para dominar el mundo) y La canción de la Resistance, los tres personajes deciden ir a buscar a The Mole (El topo) Un chico de 8 años problemático experto en cavar hoyos para realizar la misión de rescatar a Terrance y Phillip el mismo día antes de la ejecución.
En el plan tramado, se suponía que Cartman debía cortar la electricidad. Este fracasa en su tarea porque vio de nuevo al fantasma de Kenny y se asustó, huyendo de la zona. Este fallo en la trama produjo la muerte de El Topo por los perros policías. Finalmente Sheilla Broflovsky ordena la ejecución de los actores canadienses.
Mientras las sillas eléctricas funcionan, el ejército de Canadá comenzó a bombardear la base estadounidense, momento en el cual Cartman desactiva las sillas de Terrance y Phillip, haciendo que su Chip-V sea más potente.
Mientras Stan es casi alcanzado por una explosión y sale despedido. De pronto una voz profunda lo despierta. Esa voz era la voz de El clítoris que le dijo que para enamorar a Wendy tenía que creer en sí mismo y no dejar que Terrance y Phillip mueran.
Al final de la batalla, el ejército de EE. UU. acorrala a Terrance y Phillip, pero en el último momento La Resistance aparece y se interponen entre el ejército y los actores. Kyle intenta persuadir a su madre para que no lo haga, pero fracasa. Sheilla toma una pistola y dispara contra Terrance y Phillip.
Instantes después un montón de cadáveres comienza a arder y se ve cómo unos diablos salen de un agujero en el suelo que se supone que conectan con el infierno.
Satán le dice a Sheilla que ya que ella disparó a Terrance y Phillip, habrá una gobernación al mundo por 2 millones de años. Eso hace que todos se enojen con Sheilla y esta revela que sólo quería lo mejor para los niños.
Saddam ordena a todos que se arrodillen ante él y después ordena que construyan una estatua en su honor donde estaba "Aquel niño gordo" (Cartman), Cartman no tolera este insulto y comienza a decir palabrotas. De sus manos salían una especie de corrientes eléctricas, debido al V-Chip y la silla eléctrica de Terrance y Phillip, que la mayoría dieron en Saddam. Finalmente, Saddam ordena a Satán que lo vengue y mate a Cartman. En cambio Satán se harta de él, coge a Saddam y hace que una estalagmita lo atraviese, matándolo. Como Kenny le aconsejó a Satanás que dejara a Saddam, le concedió un deseo y Kenny desea que todo volviese a antes de la Guerra. Esta buena acción hizo que Kenny vaya al cielo y se le perdonen sus pecados, además Kenny muestra por primera vez su rostro y se despide. Todos los muertos resucitan, excepto por Kenny quién decidió sacrificarse por todos. Sheilla se disculpa de Kyle por no haberle escuchado y Wendy besa a Stan revelándole también que nunca le gusto de Gregory.
La película acaba con la canción Mountain Town con sus letras ligeramente cambiadas.
Una breve "escena bonus" después de los créditos muestra a Ike comiendo un ratón, mientras esperaba en el ático de su madre para que vuelva.

## Recepción de la crítica
Los críticos de cine fueron por lo general entusiastas con la película como una obra inteligente y divertida de la sátira política. Tiene un "Certificado de fresco" con calificación de 81% en Rotten Tomatoes con un puntaje de 7/10 basado en 94 críticas diciendo: «Sus chistes son profundamente audaces y groseros, pero increíblemente divertidos al mismo tiempo». y un 73 sobre 100 de calificación, lo que indica "críticas generalmente favorables", en Metacritic.

## Taquilla
Con un presupuesto de 21 millones de dólares, la película se estrenó en el # 2 con un bruto de 22.875.023 dólares durante los cuatro días de fin de semana del Día de la Independencia de 2.128 cines para un promedio de 5.867 dólares por teatro (37.975.012 dólares y un promedio de $ 9.649 durante tres días) y un total de 50.745.947 dólares desde su lanzamiento el miércoles. Acabó con un bruto de 52.037.603 dólares en los Estados Unidos y Canadá, con la apertura de 3 días que conforman 40,59% del PIB final. Hizo un adicional de $ 31,1 millones a nivel internacional por un total de 83.137.603 dólares en todo el mundo, convirtiéndose en la undécima película más taquillera de 1999.

## Inicio medios de comunicación
South Park: Bigger, Longer & Uncut fue lanzada en video y DVD el 23 de noviembre de 1999 en los EE. UU., y en el Reino Unido el 23 de marzo de 2000. Una versión UMD para PSP de Sony se ha lanzado en el Reino Unido, no se ha anunciado un lanzamiento en América del Norte de UMD . El 14 de octubre de 2009, la edición del 10 º aniversario de esta película fue lanzada en Blu-ray de 2009 con un audiocomentario de Parker y Stone (entre otros).

## Impacto cultural
El uso de la blasfemia en la película se ganó un lugar en la edición 2001 del Guinness World Records por la mayoría de "insultos en una Película Animada" (399 palabras profanas, incluyendo 146 usos de "fuck", 79 usos de mierda, y 66 usos de perra, 128 gestos ofensivos y 221 actos de violencia). En promedio, una cada 4'5 segundos. En la canción "Shut Your Fucking Face, Uncle Fucka", la palabra "fuck" es dicha 31 veces.
Cuando comienza el debate en la ONU en la película, se muestra entre otras banderas (como la de Brasil, Francia y Surinam), una bandera pirata.
No es un mito urbano de que la película también fue prohibida en Irak, por su descripción de Saddam Hussein como el abusivo amante homosexual de Satanás. Sin embargo, por el contenido de la película, nunca se pensó distribuir en el país.
Aunque el verdadero Saddam era juzgado por cargos de genocidio en 2006, Matt Stone bromeó diciendo que los militares de EE. UU. estaban mostrando la película en repetidas ocasiones al exdictador como una forma de tortura. A Parker y Stone se les dio una foto firmada de Saddam Hussein por los soldados americanos.

## Doblaje
El doblaje de la película contó con el siguiente reparto:
| Personaje          | Actor original (Estados Unidos) | Actor de doblaje (España)             | Actor de doblaje (Hispanoamérica, Cine y TV abierta) | Actor de doblaje (Hispanoamérica, TV de pago) |
| ------------------ | ------------------------------- | ------------------------------------- | ---------------------------------------------------- | --------------------------------------------- |
| Stan Marsh         | Trey Parker                     | Miguel Ángel Varela                   | Eduardo Garza                                        | Eduardo Garza                                 |
| Eric Cartman       | Trey Parker                     | Eduardo del Hoyo                      | José Antonio Macías                                  | José Antonio Macías                           |
| Satanás            | Trey Parker                     | Héctor Cantolla Tony Cruz (canciones) | Miguel Ángel Ghigliazza                              | Rubén Moya                                    |
| Kyle Broflovski    | Matt Stone                      | Pablo Sevilla                         | Liliana Barba                                        | Liliana Barba                                 |
| Kenny McCormick    | Matt Stone                      | Adolfo Moreno                         | Irwin Daayán Rosenthal                               | Víctor Ugarte                                 |
| Saddam Hussein     | Matt Stone                      | José Escobosa                         | Jaime Vega                                           | César Izaguirre                               |
| Sheila Broflovski  | Mary Kay Bergman                | Yolanda Pérez Segoviano               | Magda Giner                                          | Vicky Burgoa Marta Fernanda (canciones)       |
| Wendy Testaburger  | Mary Kay Bergman                | Valle Acebrón                         | María Fernanda Morales                               | Claudia Aline                                 |
| Chef               | Isaac Hayes                     | Jorge García Insúa                    | Blas García                                          | Jorge Roldán                                  |
| Estudio de Doblaje |                                 | Tecnison (Madrid)                     | Sensaciones Sónicas (México, D. F.)                  | Intersound (México, D. F.)                    |

En España la película fue doblada en el estudio Tecnison, S.A. en Madrid bajo la dirección de José Luis Angulo, con un elenco completamente diferente al de la serie. Aunque Margarita Ponce dobla a Cartman en la serie, interpretó a la madre de Stan en la película.
En Latinoamérica la película tuvo 2 versiones de doblaje: Una realizada en el estudio Sensaciones Sónicas en México, D. F. bajo la dirección de Rebeca Patiño para cines y para la televisión abierta, por lo que en ese doblaje no se agregó el lenguaje soez y las canciones no fueron dobladas; y otro en Intersound, ubicado en la misma ciudad, bajo la dirección de Bardo Miranda, realizado para la televisión de paga, en donde el lenguaje soez no se censuró, y las canciones sí fueron dobladas. En el doblaje para TV abierta y cine la película se llamó "South Park: Más grande, más larga y al desnudo", y en el doblaje para TV de paga se llamó "South Park: Más grande, más largo y sin cortes". El doblaje de TV abierta se hizo en 1999 y el de TV de paga en el año 2000, el segundo fue incluido en la versión Blu-ray Disc. Irónicamente, MTV Latinoamérica transmitió la película con el primer doblaje censurado. Esto es debido a problemas de distribución, MTV no transmite la película desde hace varios años y por ende se conformó con el doblaje censurado.

## Estrenos
| País                                                                          | Fecha de estreno                  |
| ----------------------------------------------------------------------------- | --------------------------------- |
| Alemania                                                                      | Jueves 20 de enero de 2000        |
| Argentina                                                                     | Jueves 16 de diciembre de 1999    |
| Australia                                                                     | Jueves 15 de julio de 1999        |
| Austria                                                                       | Viernes 4 de febrero de 2000      |
| Bélgica                                                                       | Miércoles 1 de marzo de 2000      |
| Belice · Costa Rica · El Salvador · Guatemala · Honduras · Nicaragua · Panamá | Sábado 1 de enero de 2000         |
| Brasil                                                                        | Lunes 28 de agosto de 2000        |
| Bulgaria                                                                      | Viernes 16 de junio de 2000       |
| Bolivia                                                                       | Jueves 20 de enero de 2000        |
| Chile                                                                         | Jueves 16 de diciembre de 1999    |
| China                                                                         | Martes 14 de noviembre de 2000    |
| Colombia                                                                      | Viernes 17 de diciembre de 1999   |
| Corea del Sur                                                                 | Jueves 28 de septiembre de 2000   |
| Dinamarca                                                                     | Viernes 4 de febrero de 2000      |
| Ecuador                                                                       | Viernes 17 de diciembre de 1999   |
| Egipto                                                                        | Miércoles 25 de octubre de 2000   |
| Eslovaquia                                                                    | Jueves 10 de febrero de 2000      |
| Eslovenia                                                                     | Jueves 3 de febrero de 2000       |
| España                                                                        | Viernes 31 de marzo de 2000       |
| Estados Unidos · Canadá                                                       | Miércoles 30 de junio de 1999     |
| Estonia                                                                       | Viernes 11 de febrero de 2000     |
| Filipinas                                                                     | Miércoles 24 de noviembre de 1999 |
| Finlandia                                                                     | Viernes 4 de febrero de 2000      |
| Francia                                                                       | Miércoles 25 de agosto de 1999    |

| País                | Fecha de estreno                  |
| ------------------- | --------------------------------- |
| Grecia              | Jueves 26 de abril de 2000        |
| Hong Kong           | Jueves 29 de junio de 2000        |
| Hungría             | Jueves 24 de agosto de 2000       |
| India               | Viernes 27 de enero de 2000       |
| Indonesia           | Miércoles 17 de noviembre de 1999 |
| Islandia            | Viernes 22 de octubre de 1999     |
| Israel              | Jueves 16 de marzo de 2000        |
| Italia              | Viernes 19 de noviembre de 1999   |
| Japón               | Sábado 12 de agosto de 2000       |
| Letonia             | Viernes 11 de febrero de 2000     |
| Lituania            | Viernes 11 de febrero de 2000     |
| Malasia             | Jueves 20 de enero de 2000        |
| México              | Martes 14 de diciembre de 1999    |
| Noruega             | Viernes 25 de febrero de 2000     |
| Nueva Zelanda       | Jueves 15 de julio de 1999        |
| Países Bajos        | Miércoles 3 de febrero de 2000    |
| Perú · Paraguay     | Jueves 23 de diciembre de 1999    |
| Polonia             | Viernes 3 de marzo de 2000        |
| Portugal            | Jueves 27 de febrero de 2000      |
| Reino Unido Irlanda | Viernes 27 de agosto de 1999      |
| República Checa     | Jueves 10 de febrero de 2000      |
| Rumania             | Viernes 30 de junio de 2000       |
| Rusia               | Jueves 22 de junio de 2000        |
| Singapur            | Jueves 25 de noviembre de 1999    |
| Sudáfrica           | Viernes 28 de enero de 2000       |
| Suecia              | Viernes 11 de febrero de 2000     |
| Suiza               | Miércoles 19 de enero de 2000     |
| Tailandia           | Jueves 12 de octubre de 2000      |
| Taiwán              | Sábado 31 de marzo de 2001        |
| Turquía             | Viernes 20 de octubre de 2000     |
| Ucrania             | Jueves 22 de junio de 2000        |
| Uruguay             | Jueves 23 de diciembre de 1999    |
| Venezuela           | Sábado 25 de diciembre de 1999    |

## Premios y nominaciones
South Park: Bigger Longer & Uncut fue nominado para el Óscar a la mejor canción original por "Blame Canada", perdiendo ante "You'll Be in My Heart", una canción de Tarzán de Phil Collins. En respuesta, Parker y Stone lo ridiculizaron en dos episodios consecutivos de la serie cuarta temporada ("Cartman's Silly Hate Crime" y "Timmy 2000"). En el comentario de DVD, Parker afirma que "estábamos con la expectativa de perder, pero no ante Phil Collins".
Mary Kay Bergman, la actriz que cantaba "Blame Canada" en la película, no hizo lo mismo en la ceremonia televisada, pues se suicidó en noviembre de 1999. En su lugar, el comediante Robin Williams (un amigo del compositor Marc Shaiman) llevó a cabo el número en su lugar. Anne Murray, sin embargo, fue la que inicialmente se acercó a cantar la canción (que contenía las canciones que se burlaban de ella como una "bruja"), pero ella se negó porque tenía un compromiso previo. Durante la transmisión, Williams apareció en escena con un coro completo y se insertó la letra de repetición de la canción de "La Resistance", en el desarrollo. Stone y Parker asistieron la ceremonia, bajo la influencia de estupefacientes (LSD) y vestidos con trajes similares a los usados por Jennifer López en los Grammys y Gwyneth Paltrow en la 72 ª entrega de los Premios de la Academia.
Otra canción de la película, "Uncle Fucka", ganó un MTV Movie Award a la Mejor Interpretación Musical, Parker y Stone aceptaron el premio y agradecieron al público por "no nominar a Phill Collins".

### Premios Óscar
| Año  | Categoría              | Nominado                 | Resultado |
| ---- | ---------------------- | ------------------------ | --------- |
| 2000 | Mejor canción original | Trey Parker Marc Shaiman | Nominada  |

### Premios Annie
| Año  | Categoría                                      | Nominado                         | Resultado |
| ---- | ---------------------------------------------- | -------------------------------- | --------- |
| 2000 | Mejor película animada                         | Trey Parker                      | Nominada  |
| 2000 | Mejor voz de Personaje en una película animada | Mary Kay Bergman                 | Nominado  |
| 2000 | Mejor guion original en una producción animada | Trey Parker Matt Stone Pam Brady | Nominado  |

### Chicago Film Critics Association Awards
| Año  | Categoría          | Nominado                 | Resultado |
| ---- | ------------------ | ------------------------ | --------- |
| 2000 | Mejor banda sonora | Trey Parker Marc Shaiman | Ganador   |

### MTV Movie awards
| Año  | Categoría               | Nominado               | Resultado |
| ---- | ----------------------- | ---------------------- | --------- |
| 2000 | Mejor canción perfomada | Trey Parker Matt Stone | Ganador   |

### New York Film Critics Circle Awards
| Año  | Categoría              | Nominado    | Resultado |
| ---- | ---------------------- | ----------- | --------- |
| 2000 | Mejor película animada | Trey Parker | Ganador   |

## Posible secuela
Parker y Stone confirmaron en el 2008 que planean hacer una secuela también para cines que será la conclusión de South Park.
En el 2011, cuando se le preguntó por la página web FAQ al oficial de South Park si se haría una secuela, él respondió "la primera película de South Park era tan potente, que todos estamos todavía recuperando el golpe. Por desgracia, en el momento actual, no hay planes para una segunda película de South Park. Pero nunca se sabe lo que el futuro puede traer, las cosas más locas han sucedido ...".
En el 2013, Warner Bros. Entertainment renunció a sus derechos a Paramount Pictures para cofinanciar una potencial película futura de South Park, así como una futura secuela de Friday the 13th, durante sus negociaciones para cofinanciar la película de ciencia ficción de Christopher Nolan, Interestellar. Los esfuerzos previos para crear una segunda película de South Park se complicaron debido tanto a estudios de retención a ciertos derechos a la propiedad.